# Saison 1931 de la NFL
Navigation
Édition précédente Édition suivante
La saison 1931 de la NFL est la 12e saison de la National Football League. Elle voit le sacre des Packers de Green Bay.
En raison de la crise économique, les Yellow Jackets de Frankford abandonnent après huit matchs.